# Camissoniopsis micrantha
Camissoniopsis micrantha är en dunörtsväxtart som först beskrevs av Jens Wilken Hornemann och Spreng., och fick sitt nu gällande namn av Warren Lambert Wagner och Hoch. Camissoniopsis micrantha ingår i släktet Camissoniopsis och familjen dunörtsväxter. Inga underarter finns listade i Catalogue of Life.

## Bildgalleri

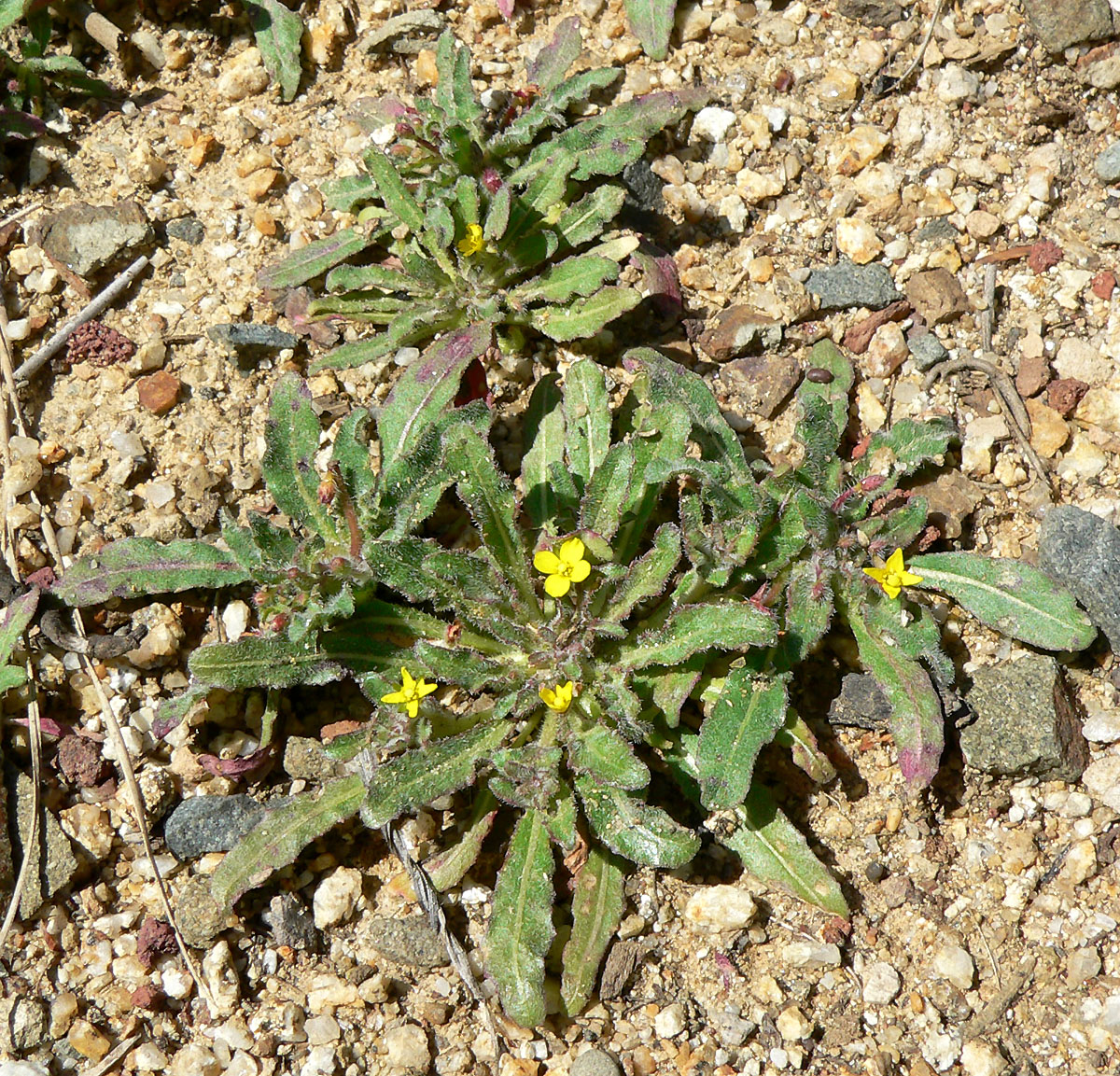
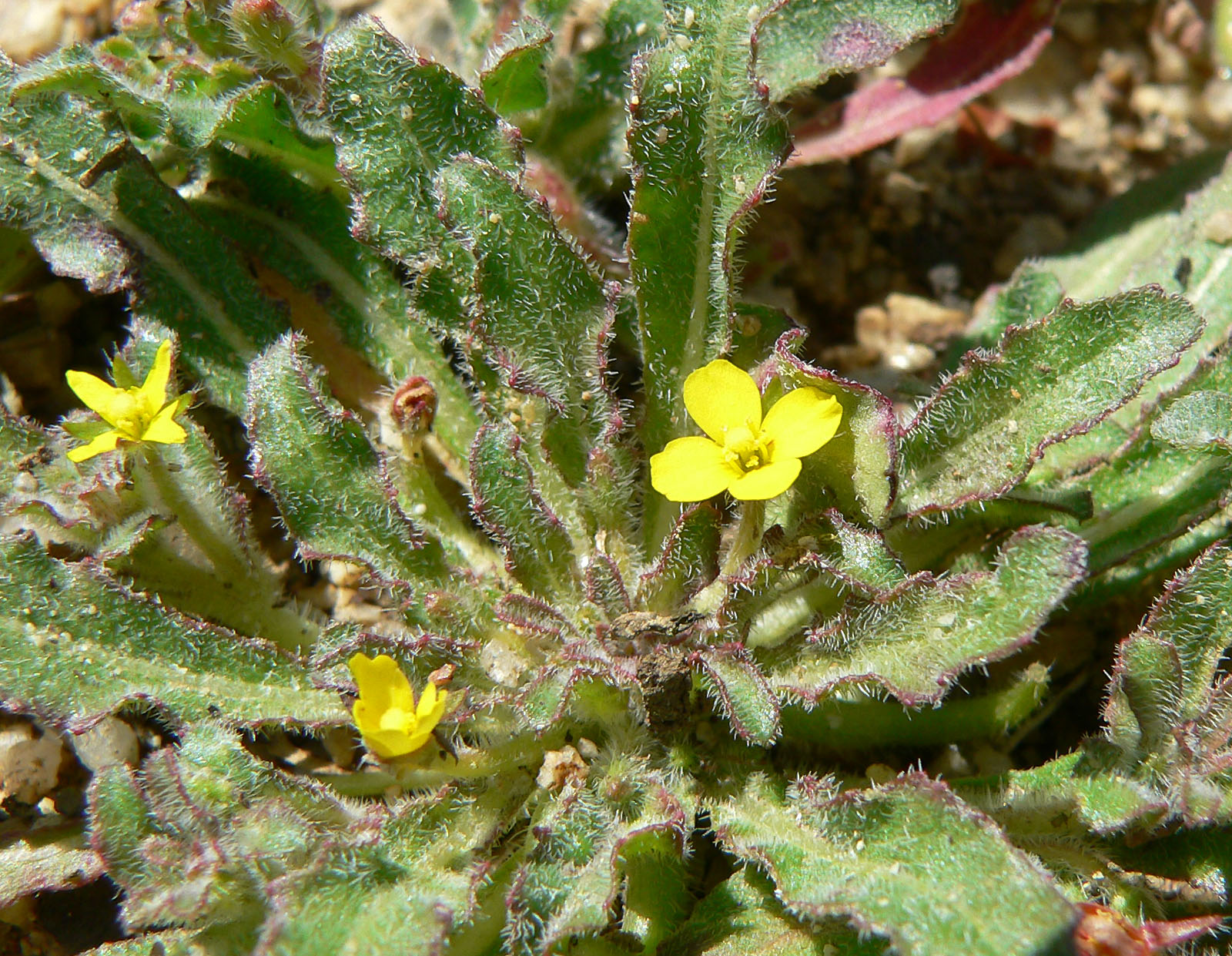
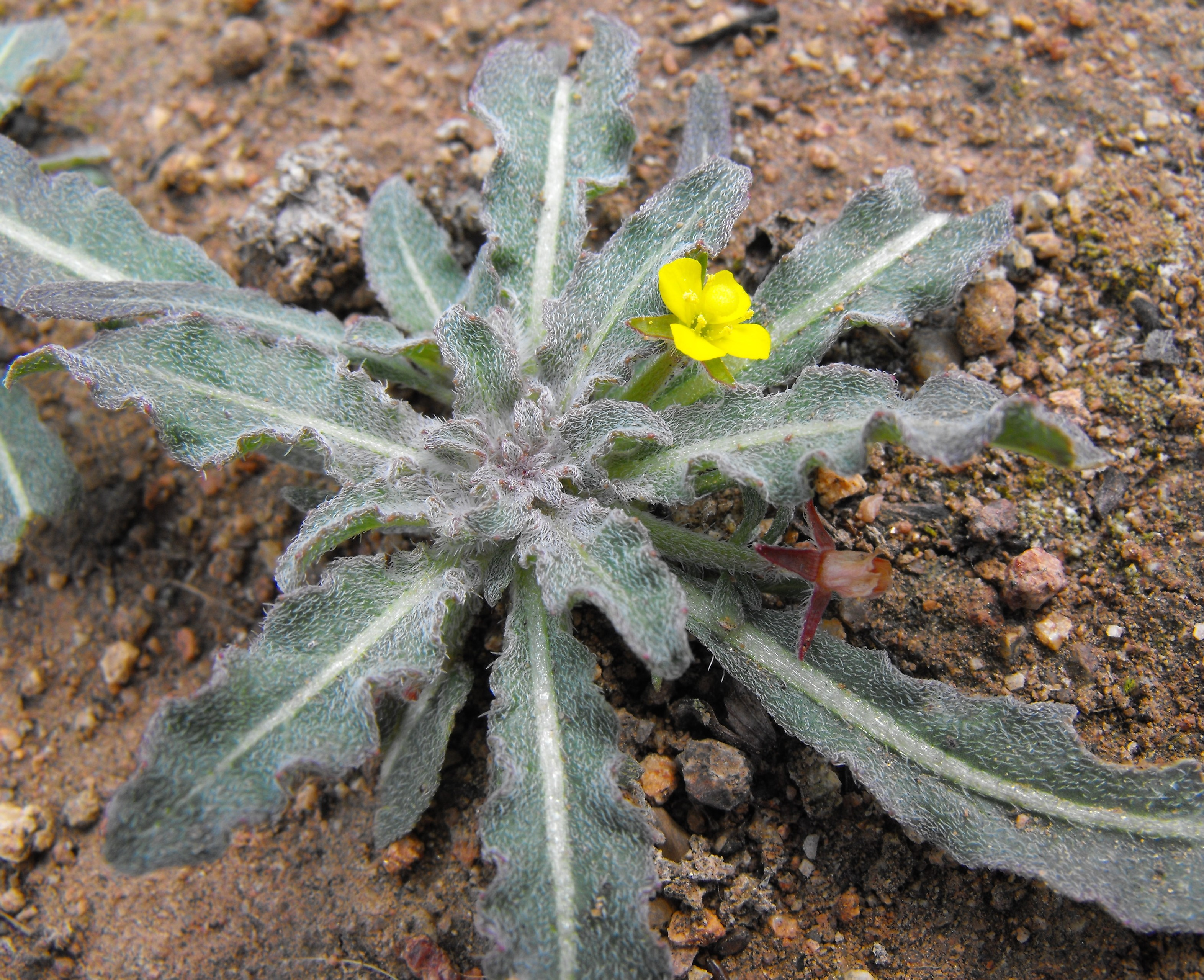
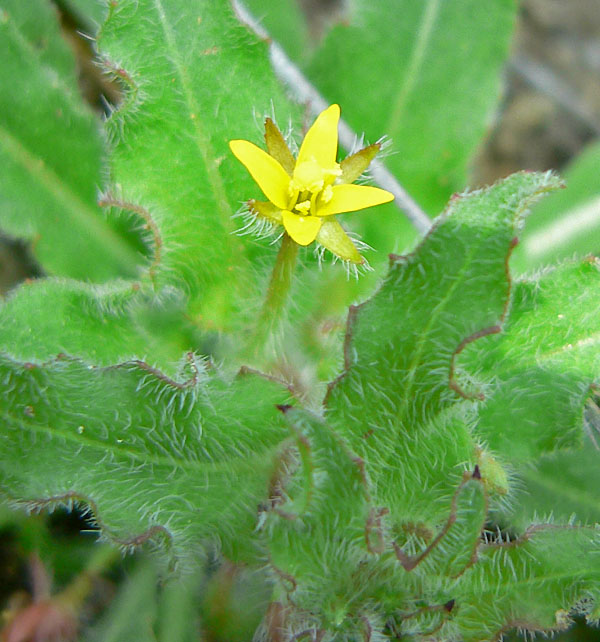
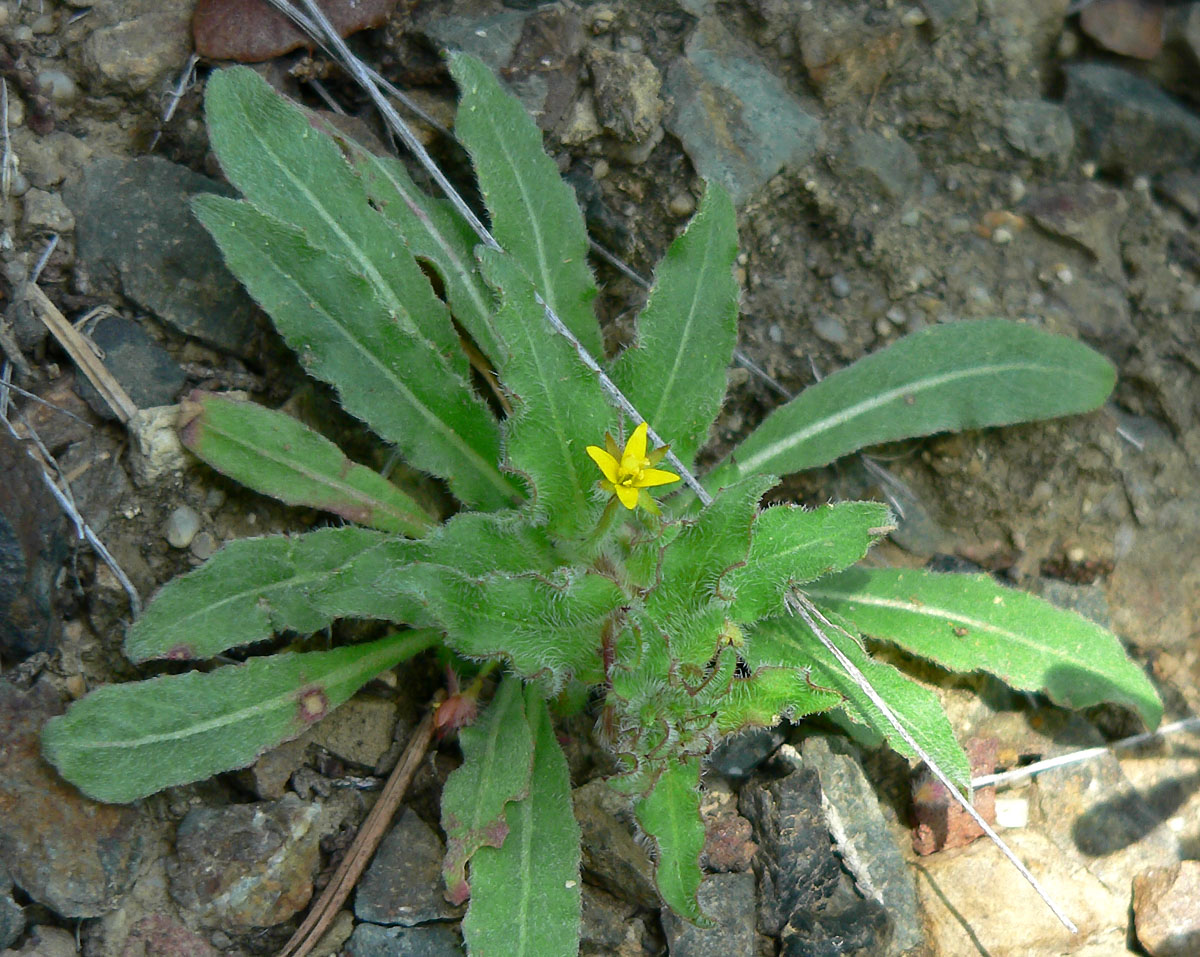